# Pholadomyoida
A Pholadomyoida a kagylók osztályába tartozó egyik rend.

## Rendszerezés
A rendbe az alábbi családok tartoznak:
- Öntözőkanna kagylók (Clavagellidae)
- Cleidothaeridae
- Cuspidariidae
- Laternulidae
- Lyonsiidae
- Myochamidae
- Pandoridae
- Periplomatidae
- Pholadomyidae
- Poromyidae
- Thraciidae
- Verticordiidae